# آئرونکا سی-۲
آئرونکا سی-۲ (به انگلیسی: Aeronca_C-2) یک هواگرد ملخ‌پیشین تک‌موتوره از نوع تک باله ساخت شرکت Aeronca Aircraft است. هواگرد آئرونکا سی-۲ نخستین پروازش را در ۱۹۲۹ میلادی انجام داد. در مجموع، تعداد ۱۶۴ فروند از این هواگرد ساخته شده‌است.
طراح این هواگرد، Jean A. Roche بود.